# Springfield (Die Simpsons)
Springfield ist eine fiktive Stadt in den Vereinigten Staaten, in der die Zeichentrickserie Die Simpsons spielt. Sie entspricht keiner der tatsächlichen Städte gleichen Namens – die gemachten Andeutungen lassen keine eindeutige Schlussfolgerung zu und widersprechen einander teilweise.
Zur Einwohnerzahl von Springfield werden im Laufe der Serie widersprüchliche Angaben gemacht. In der 22. Folge der 13. Staffel wird eine Einwohnerzahl von 50.720 genannt. In der 13. Folge der 31. Staffel wird hingegen eine Zahl von 32.000 angegeben.

## Geographische Lage
Matt Groening wählte den Namen Springfield für die Stadt, weil er 1989 zu den häufigsten Städtenamen in den USA zählte. Es gibt in 35 US-Bundesstaaten eine oder mehrere Städte dieses Namens. Springfield soll den typischen Durchschnitt einer amerikanischen Kleinstadt widerspiegeln und „überall“ in den USA liegen können. Verdeutlicht wird dies durch unterschiedliche, meist widersprüchliche Angaben über die genaue Lage der Stadt. Mal liegt sie an der Küste, mal in Wüstennähe oder am Gebirgsrand.
Zur Namenswahl und der Idee, die Frage nach der genauen Lage offenzuhalten, wurde Groening durch die Fernsehserie Father Knows Best inspiriert, die ebenfalls in einem nicht näher spezifizierten Springfield spielt. In einem Interview mit dem Smithsonian Magazine gab er 2012 an, als Kind geglaubt zu haben, es handle sich dabei um die Stadt Springfield in der Nähe seiner Heimatstadt Portland. Erst später habe er herausgefunden, dass die Serienstadt fiktiv war und der Name zu den häufigsten in den USA gehört. Daraufhin habe er sich für das gleiche Konzept entschieden, um jedem einzelnen Zuschauer ebenfalls das Gefühl zu ermöglichen, der Handlungsort der Serie liege in seiner Nähe.
Genaue Angaben über den Ort werden in der Serie generell vermieden, obwohl häufig darauf angespielt wird. Dies dient allerdings innerhalb der Serie mittlerweile als Running Gag. In der Folge Abraham und Zelda wird beispielsweise erwähnt, dass Springfield über 1000 Kilometer von Branson (Missouri) entfernt liegt. In der Folge Kill den Alligator und dann … streicht die Familie auf einer Amerika-Karte alle Bundesstaaten außer North Dakota und Arizona durch, da sie diese nicht mehr betreten dürfen. Da die Simpsons nicht in North-Dakota leben (Lisa ruft: „North-Dakota wir kommen!“), müsste Springfield außerhalb der USA liegen. Dies ist ein Beispiel für die Widersprüchlichkeit, die in Bezug auf die geographische Lage Springfields teilweise vorherrscht. So wird in der Folge Hinter den Lachern behauptet, die Simpsons kämen aus Kentucky, was dem Kinofilm zufolge aber unmöglich ist, da Springfield hier an Kentucky grenzt.
Im Simpsons-Kinofilm wird diese Widersprüchlichkeit besonders deutlich: Ned Flanders zeigt Bart die vier Bundesstaaten, die an Springfield grenzen: Ohio, Nevada, Maine und Kentucky. Diese vier Staaten liegen in der Realität jedoch quer über die USA verstreut. Nur Ohio und Kentucky grenzen aneinander. Gemeinsam liegen beide im Osten der USA, Ohio nördlich, Kentucky südlich. Maine liegt im äußersten Nordosten, Nevada im Westen.
Für die Ausrichtung der Premiere des Kinofilms nahmen mehrere US-Städte namens Springfield an einem Wettbewerb teil, den das Filmstudio 20th Century Fox ausgeschrieben hatte. Als Sieger ging dabei Springfield in Vermont hervor.

## Geschichte
Springfield wurde 1796 von dem Immigranten Hans Sprungfeld (der seinen Namen 1795 in Jebediah Springfield änderte) zusammen mit anderen Einwanderern gegründet. Der Grund war eine Fehlinterpretation der Bibel, wegen der J. Springfield sich veranlasst sah, das neue Sodom zu suchen. Nachdem er sich weigerte, in seiner Stadt Ehen zwischen Cousins und Cousinen zu gestatten, spaltete sich unter der Führung von Shelbyville Manhattan ein Teil der Gemeinschaft ab, um in der Nähe die neue Stadt Shelbyville zu gründen. Aufgrund dieser Gründungsgeschichte rivalisieren die Einwohner beider Städte bis heute.
Ihren Höhepunkt erreichte die Stadt Springfield gegen Mitte des 20. Jahrhunderts. Zu jener Zeit beheimatete die Stadt die erste Fabrik für Amphibienautos der Welt. Später sackte die Stadt deutlich ab. In einer Titelgeschichte der Zeitschrift Time wurde Springfield als Americas Worst City bezeichnet, konnte sich in einer Episode aber in einer Liste der 300 lebenswertesten Städte der USA auf den 299. Platz vorarbeiten (vor East St. Louis).
Der derzeitige langjährige Bürgermeister von Springfield ist Joseph („Joe“) Quimby (D).

## Computerspiel
1997 veröffentlichte Fox Interactive das von Digital Evolution entwickelte Computerspiel Virtual Springfield, in dem man die Stadt näher erkunden kann, allerdings können dabei nur einige wenige Orte besucht werden. 2003 erschien das Computerspiel The Simpsons Hit & Run, bei dem man große Teile der Stadt in 3D erkunden kann. Die Anordnung der Gebäude widerspricht aber teilweise der der Serie, was daran liegt, dass die Autoren die Stadt der Handlung häufig etwas anpassen.